# White Lotus
„White Lotus” – czwarty album studyjny grupy Eyes Set to Kill, wydany 9 sierpnia 2011, nakładem BreakSilence.

## Lista utworów
Źródło.
1. „The Secrets Between” – 3:47
2. „Forget” – 3:21
3. „Stuck Underneath” – 1:28
4. „Harsh” – 3:49
5. „Where I Want to Be” – 3:17
6. „Erasing Everything” – 3:52
7. „Doll Parts” (Hole cover) – 3:16
8. „Untitled” – 2:38
9. „Polly” (Nirvana cover) – 3:05
10. „Harsh (Acoustic)” – 3:25